# William Stanley (6e graaf van Derby)

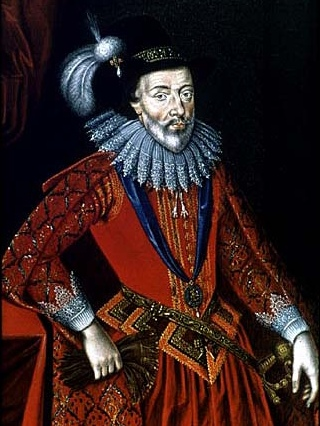
William Stanley

William Stanley (ca. 1561 - 1642), zoon van Henry Stanley (1535-1593) en van Margaret Clifford, was een edelman uit Engeland. Zijn titel was de zesde earl (graaf) van Derby.
In 1601 werd hij geïnstalleerd als ridder in de Orde van de Kousenband.